# Witte bes

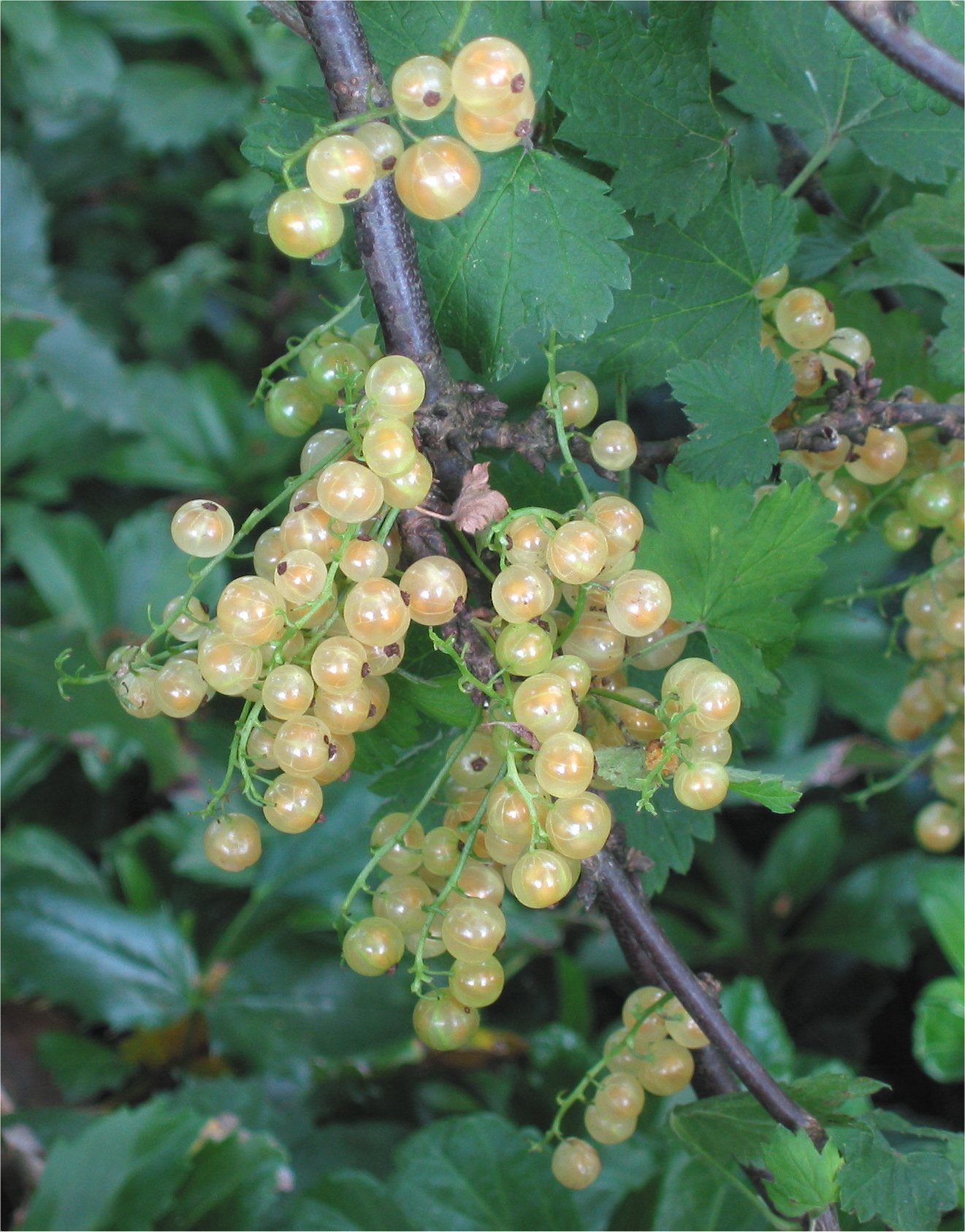
Witte bessen

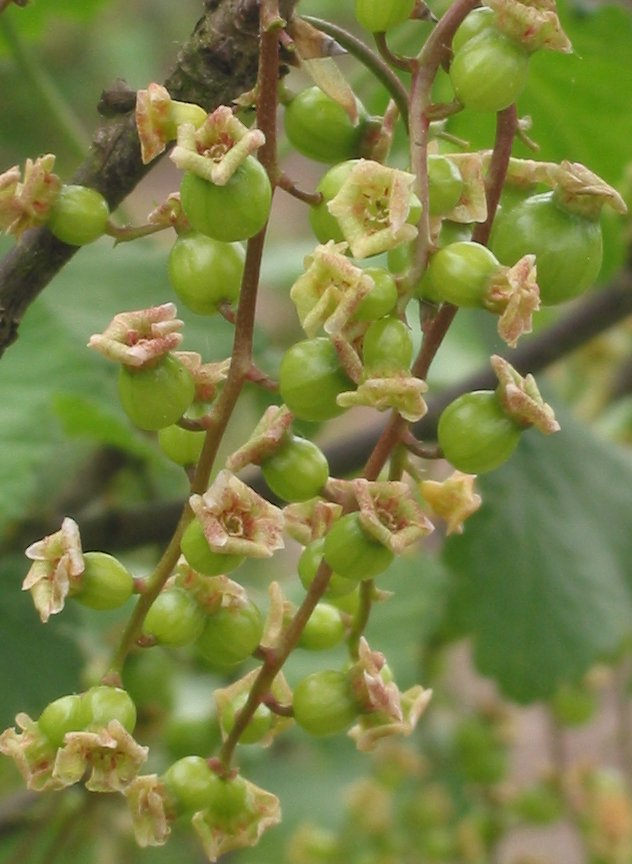
Onderstandige vruchtbeginsels

De witte bes of  witte aalbes wordt net als de rode bes gerekend tot de aalbes (Ribes rubrum) en soorthybriden. In taxonomisch opzicht bestaat er derhalve geen verschil tussen de witte en de rode bes.
Beiden worden dus gerekend tot dezelfde botanische soort, waarbij de beskleur moet worden gezien als een kwantitatief kenmerk, welke kan variëren van wit tot zeer donkerrood en alle denkbare schakeringen daartussen. Zie verder bij rode bes.
Omdat de witte kleur door consumenten over het algemeen als minder aantrekkelijk wordt beschouwd, wordt de witte bes in Nederland veel minder geteeld dan de rode.
De rijptijd is afhankelijk van het ras en varieert van begin juli tot eind juli.

## Rassen
De volgende rassen kunnen in Nederland worden aangeplant:
- Zitavia rijpt het vroegst (begin juli). Zeer lange trossen met tamelijk grote geel gekleurde bessen. Goede smaak. De trossen kunnen last hebben van rui, waardoor ze niet helemaal zijn bezet met bessen. Zitavia is zeer vatbaar voor bladvalziekte, maar weinig vatbaar voor meeldauw.
- Werdavia rijpt tamelijk vroeg (tweede week in juli) en betreft een selectie uit het oudere ras 'Witte Hollander'. Tamelijk lange trossen met tamelijk grote bessen. Vrij zuur van smaak. Kan last hebben van onregelmatige zetting.
- Albatros is een Nederlands ras dat in veel opzichten lijkt op het rode bessenras Red Lake. Ook de zeer goede smaak heeft Albatros met Red Lake gemeen. Rijpt middentijds (half juli). Geeft mooie tamelijk grote lichtgele bessen aan tamelijk lange trossen. Albatros is tamelijk vatbaar voor bladvalziekte en meeldauw.
- Witte Parel is een oud ras dat gelijk rijpt met Albatros. De vrij tere witte bessen zijn kleiner en hangen aan tamelijk korte trossen. Goede snoei is noodzakelijk om de besgrootte op peil te houden. Goede smaak. Weinig vatbaar voor bladvalziekte.
- Primus rijpt tamelijk laat. Tamelijk kleine gele bessen aan lange trossen. Vrij goede smaak.
- Blanka rijpt laat (eind juli). Geeft tamelijk grote gele bessen aan lange trossen. De bessen hebben een vrij zure smaak met grote zaden. Blanka is tamelijk vatbaar voor bladvalziekte en meeldauw.

Er zijn ook enkele rassen met zeer lichtroze bessen, welke soms bij de witte bessen worden ingedeeld. In feite zijn het echter tussenvormen tussen de witte bes en de rode bes.

## Ziekten
De witte bes wordt aangetast door de schimmelziekten bladvalziekte (Drepanopeziza ribis) en Amerikaanse kruisbessenmeeldauw (Sphaerotheca mors-uvae).